# Dialogue des arts
 (février 2025).
Le dialogue des arts est une forme d'art qui vise à créer un lien entre l'artiste, l’œuvre et l'audience. Le mouvement a été popularisé dès le Moyen Âge avec des artistes qui s'inspiraient d'interactions avec d'autres personnes. Ce mouvement a aussi été expliqué dans des ouvrages comme Le dialogue des arts de Gérard Denizeau. Il est coutume aussi que deux artistes issus de la poterie et de la peinture par exemple se rencontrent et s'inspirent mutuellement[réf. nécessaire].